# Synagoga Neologiczna w Bratysławie

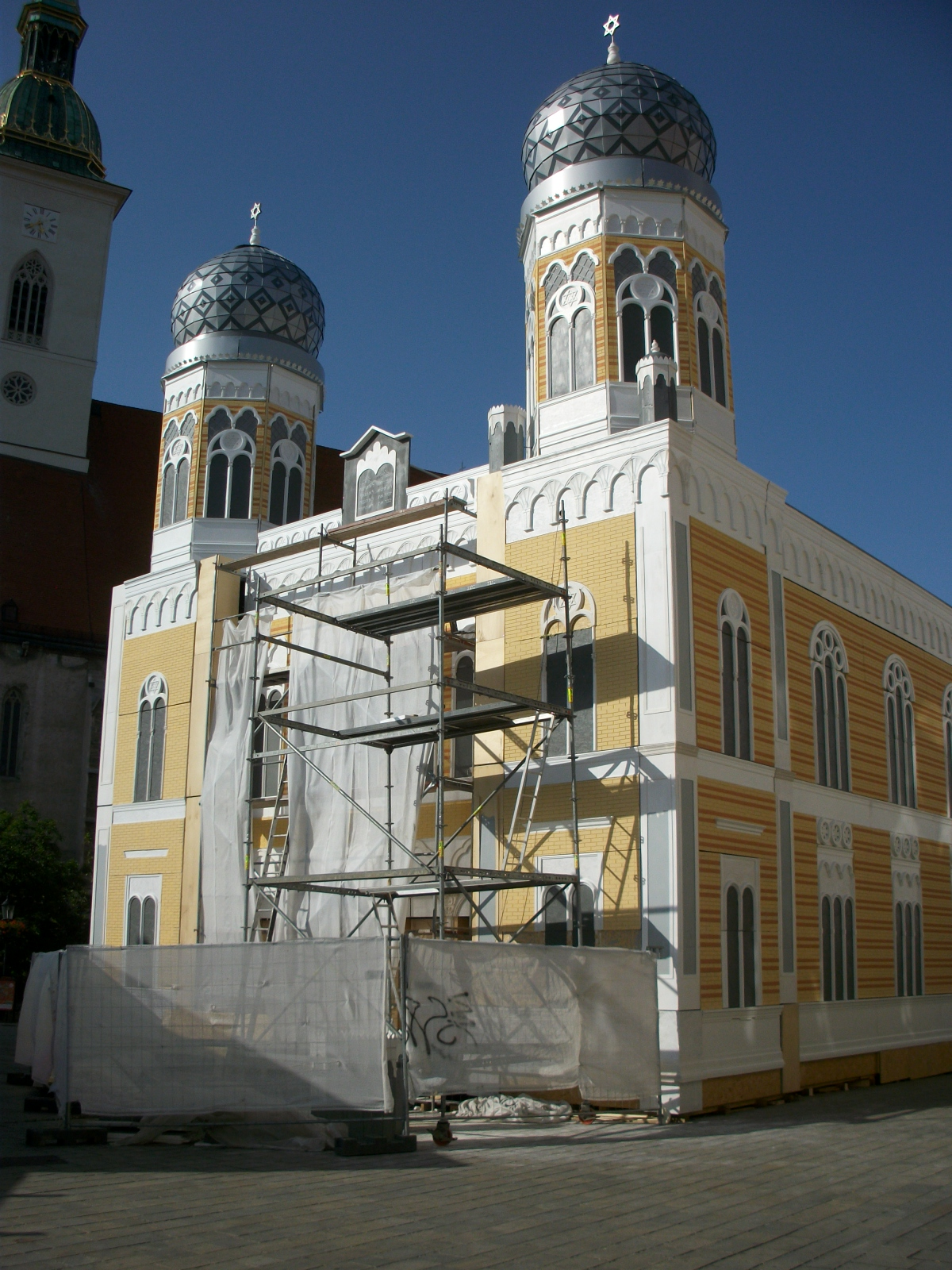
Makieta synagogi na bratysławskim placu

Synagoga Neologiczna w Bratysławie – została wzniesiona w 1893 roku według projektu Dezszo Milcha i znajdowała się na Starym Mieście w pobliżu Konkatedry świętego Marcina. Podczas II wojny światowej nie tylko uniknęła zniszczenia, ale reżim księdza Tiso planował przekształcić ją na muzeum żydowskie. Po wojnie służyła telewizji publicznej. Została zburzona w 1967 roku w związku z budową Nowego Mostu. Obecnie na jej miejscu znajduje się pomnik ku czci ofiar Holokaustu.